# Geldwäsche
Geldwäsche (in der Schweiz und Österreich auch: Geldwäscherei) bezeichnet das Verfahren zur Einschleusung illegal erwirtschafteten Geldes bzw. von illegal erworbenen Vermögenswerten, sogenanntes Schwarzgeld, in den legalen Finanz- und Wirtschaftskreislauf. Da die zu „waschenden“ Vermögenswerte aus illegalen Tätigkeiten wie Korruption, Bestechung, Raub, Erpressung, Drogenhandel, ungenehmigtem Waffenhandel oder Steuerhinterziehung stammen, soll deren Herkunft verschleiert werden.
Geldwäsche ist ein internationales, grenzüberschreitendes Phänomen und Straftatbestand sowohl nach deutschem Strafrecht als auch dem anderer Länder. Die Bekämpfung der Geldwäsche wird als wichtiges Element im Kampf gegen die organisierte Kriminalität auch in Verbindung mit Terrorismusfinanzierung betrachtet. In aktuellen Wirtschaftswachstumsmodellen gilt Geldwäsche als einer der langfristigen und nachhaltigen Wachstumsverhinderer.
Bei Geldwäsche gab es in den letzten drei Jahrzehnten in Deutschland eine Vervielfachung der Fallzahlen, entgegen dem Trend eines allgemeinen Kriminalitätsrückgangs.

## Ziele und Methoden der Geldwäsche
Ausgangspunkt ist der Besitz von illegal erworbenem Geld wie zum Beispiel durch Waffenhandel, Drogenhandel, Schmuggel, Korruption, Bestechung, Menschenhandel, Raub oder Erpressung.

### Ziele der Geldwäsche
Die zur Geldwäsche vorgenommenen Handlungen haben den Zweck, die illegale Herkunft von Geldbeträgen zu verschleiern. Die Geldbeträge sollen dem Zugriff der Strafverfolgungsbehörden oder der Steuerbehörden entzogen werden, indem Erlöse aus krimineller Tätigkeit durch möglichst unauffällige Geschäftstransaktionen in den legalen Wirtschaftskreislauf überführt werden. Versucht wird dies beispielsweise durch den Kauf von Immobilien, Unternehmensbeteiligungen, Kunstwerken bzw. Wertpapieren oder auch durch normale Verbrauchergeschäfte. In der Praxis verschleiern die Beteiligten ihre Transaktionen häufig durch die Einschaltung von Briefkastengesellschaften, Gesellschaften in Steueroasen oder verdeckten Treuhandschaften. Dadurch wird auch die Akkumulation ökonomischer Ressourcen aus Kriminalität nach dem Vorbild der Mafia ermöglicht. Umgekehrt stoßen Fahnder gerade durch das Aufdecken der Geldwäsche auf die diesen Verschleierungshandlungen zugrundeliegenden strafbaren Delikte und Handlungen und können somit weiter tätig werden.

### Vorgehen bei Geldwäsche
Das Büro der Vereinten Nationen für Drogen- und Verbrechensbekämpfung unterscheidet drei Phasen des Geldwäscheprozesses:
1. Einspeisung (englisch placement)
2. Verschleierung (englisch layering)
3. Integration (englisch integration)

#### Einspeisung(placement)
Der erste Schritt der Geldwäsche ist die Einspeisung der durch Straftaten erlangten Bargeldmenge in den Finanz- oder Wirtschaftskreislauf. Das erfolgt meist in kleineren Teilbeträgen, um keine Aufmerksamkeit zu erregen (Smurfing).
Genutzt werden dafür der Besuch von Spielbanken, Pferderennen, teuren Hotels oder Wechselstuben, die Einzahlung auf Bankkonten, das Baugewerbe und der Erwerb von (vor allem flexibel verkaufbaren) Vermögensgegenständen (z. B. Wertpapiere, Luxusartikel, Kunstwerke, Automobile, Boote, Yachten, Schmuck, Gutscheine). Beispielsweise werden mit schmutzigem Geld gekaufte Kunstwerke als Sicherheit hinterlegt, um neues sauberes Kapital zu leihen, wobei die Kunstwerke in einem Zolllager eingelagert werden. Oft werden auch Rechnungen für gar nicht erfolgte Leistungen ausgestellt und bezahlt. In vielen Ländern werden Online-Sportwetten zur Geldwäsche verwendet. Als Deckmantel zur Geldwäsche werden auch bargeldintensive Hotel- und Gastronomiebetriebe verwendet. Auch Sportvereine können zur Geldwäsche herangezogen werden.

#### Verschleierung(layering)
Im zweiten Schritt wird die Herkunft dieser Vermögenswerte verschleiert. Dazu wird das Geld in einer Vielzahl von Transaktionen hin- und hergeschoben, so dass die kriminelle Herkunft nicht mehr nachzuvollziehen oder zu beweisen ist. Das dient der Verwischung von Spuren; mit jedem weiteren Waschgang wird die Verschleierung erfolgreicher.
Mittel zur Verschleierung sind zum Beispiel Scheingeschäfte und Auslandszahlungen unter Nutzung von Offshore-Banken, Briefkastengesellschaften, Scheingesellschaften und Strohmännern oft in Ländern mit geringen Schutzvorschriften gegen Geldwäsche oder bestechliche Beamte. Dazu zählen auch Fälschungen oder Rückdatierungen von Verträgen. Beim Gründen von Briefkasten- bzw. Scheinfirmen und dem Parken von Kapital samt weiterer Verschleierung brauchen Täter die Hilfe einer Bank samt deren Kontakten. Derzeit kann das Gründen einer Briefkastenfirma legal sein, kriminell wird es erst, wenn zum Beispiel Drogengeld gewaschen wird. Als klassische Beispiele für globale Geldwäsche in Verbindung mit Treuhandschaften gelten viele Geschäftsbeziehungen der „Panama Papers“, des „Odebrechts-Skandals“ und des „Russian Laundromat“. Am Kunstmarkt gibt es unzählige Möglichkeiten zur Geldwäsche. Kunstwerke werden zum Beispiel in Auktionshäusern völlig überteuert versteigert, um den Weg des Geldes zu verschleiern und andererseits dem Verkäufer Bestechungsgeld zukommen zu lassen. Diese Art Bestechung nennt man in China „Yahui“ – „elegante Korruption“.
Zwecks Vermögensverschleierung betreibt eine weltweit verdeckt arbeitende Vermögensbewahrungs- und Consultingindustrie neben legaler Steueroptimierung auch die lukrative Umgehung von Vorschriften sowie kriminelle Aktivitäten wie Geldwäsche, Korruption, Waffen- und Drogenhandel sowie Terrorismus-Finanzierung bzw. deren Verschleierung. Mitglieder dieser Finanzberatungsindustrie schaffen sich mit Hilfe von Steueroasen und Ausnutzung von Gesetzeslücken quasi ihre eigene Rechtsordnung und betreiben mitunter massive Lobby-Arbeit zur Eröffnung neuer Schlupflöcher und zur Abschaffung von Straftatbeständen und Formvorschriften. Gegen Geldwäsche, Korruption bzw. diesen Lobbyismus wurde über Jahrzehnte hinweg wenig unternommen, obwohl dies Staaten und Steuerzahler extrem schädigte und nur wenige Eliten reich machte.
International gesehen streben derartige Lobbyisten an, staatliche Kontrollensysteme in ihrem Sinn umzugestalten, zu umgehen beziehungsweise die Finanzdienstleister oder Banken selbst als Kontroll-, Dokumentations- oder Registerorgane einzusetzen. Bankorgane sind dann mitunter für Firmen zeichnungsberechtigt, damit die Anleger anonym bleiben und nicht in Transparenz-Registern genannt werden. Nach der Veröffentlichung der Panama Papers, Luxemburg-Leaks, Swiss-Leaks und Bahamas-Leaks begann international ein Reformprozess, da öffentlich bewusst wurde, wie anfällig Finanzdienstleister für Geldwäsche und Steuerhinterziehung sind und jede Beteiligung von Bankmitarbeitern bei Gründungen von Briefkastenfirmen und der Vertretung von Gesellschaften und Offshore-Firmen, der Vertretungen bzw. Anonymisierungen von Kunden oder auch der Vergabe behördlicher Lizenzen und Bewilligungen international rechtswidrig ist. Viele Steuer- und Rechtssysteme haben dazu noch ganz bewusst Regelungen, damit Steuern hinterzogen werden können oder Geld ins Ausland geschafft werden kann.
Terrorismus-Finanzierung, illegaler Drogen- und Waffenhandel, Wirtschaftskriminalität und illegale Steuerumgehung sind Verbrechen, die wegen hoher Profite, der Möglichkeiten der Tarnung und der Lobbyarbeit der Offshore-Industrie schwer in den Griff zu bekommen sind. Die Verschleierungssysteme und die Lobbyarbeit betreffen besonders das Vortäuschen von „Due Diligence Verfahren“ bzw. Sorgfaltspflichten zur Identifikation und Dokumentation von Rechtsgeschäften durch die Finanzindustrie und der Ablehnung effektiver Methoden (Formvorschriften, gerichtliche Dokumentationen etc.) als „wirtschaftsfeindlich“.

#### Integration(integration)
Nachdem die Herkunft des Geldes nicht mehr feststellbar ist, wird das „gewaschene“ Geld wie ein Ergebnis rechtmäßiger Geschäftstätigkeit genutzt. So werden beispielsweise Firmenanteile, Immobilien oder Lebensversicherungen erworben.

### Geldwäsche unter Anwendung von Kryptowährungen
Für Geldwäsche eignen sich auch Transaktionen mit Kryptowährungen (wie Bitcoin). Diese Infrastruktur kann, weil dezentral organisiert, nicht leicht durch staatliche Organe kontrolliert werden. Geldflüsse von Kryptowährungen können nicht blockiert werden und sind schwer den tatsächlichen Personen zuzuordnen. Oft werden, um Geld aus der Internetkriminalität zu waschen, gutgläubige Verbraucher als Helfer verwendet. Insbesondere sogenannte Initial Coin Offerings werden auch aufgrund darin fehlender Geldwäschebekämpfungsmechanismen wie dem KYC-Verfahren dazu genutzt, illegal erworbene Gelder zu waschen. Allein in Deutschland werden nach Schätzung des Bundeskriminalamtes jährlich tausende Verbraucher von Kriminellen für Geldwäsche missbraucht, wobei das Geldwäschevolumen stetig ansteigt. Geld wird dabei über viele Länder oder Gebietskörperschaften mit Hilfe schnell gegründeter Briefkastenfirmen oder Internetgründungen geleitet – um Spuren zu verwischen. Ein bekanntes Beispiel solcher Formen der Geldwäsche stellt die Silk Road dar.
Jenseits traditioneller Formen solcher Kryptowährungen werden auch Non-Fungible Tokens als Mittel der Geldwäsche missbraucht. Dies geht insbesondere aus der Möglichkeit des Wash Tradings hervor, bei der durch die Kreation mehrerer pseudonymisierter Adressen (sogenannter Wallets) derselben Person fiktive Verkäufe generiert werden können, die auf der Blockchain transparent verzeichnet werden, um abschließend das jeweilige Werk an einen tatsächlichen Dritten zu verkaufen. Angaben eines Berichtes des Analyseunternehmens Chainalysis zufolge werde vor allem diese Form des Wash Tradings beliebter, wobei insbesondere die auf den jeweiligen Marktplätzen kaum eingeschränkte Anonymität der Nutzer das Wash Trading erleichtere.
Staatliche Organe versuchen durch Einsatz diverser Regularien solche Formen der kryptospezifischen Geldwäsche zu unterbinden. Dahingehend gilt Kanada als Vorreiter durch die Implementierung der ersten gesetzgeberischen Maßnahme in diesem Zusammenhang. Auch in den Vereinigten Staaten hat das Financial Crimes Enforcement Network (FinCEN) schon 2013 klargestellt, dass alle Plattformen zur Umwandlung von Kryptowährungen in traditionelle Währungsformen Methoden zur Bekämpfung der Geldwäsche anzuwenden haben. Hierbei seien jegliche verdächtige Transaktionen den staatlichen Behörden zu melden. Dies bezog sich vornehmlich auf zentralisierte Börsen, da dezentrale Börsen keinen Zugriff auf Fiatwährungen bieten, wobei das Fehlen exakter Definitionen und unterschiedlicher Auffassungen dazu zwischen den verschiedenen Bundesstaaten das staatliche Vorgehen hierbei erschwert. Auch in der EU kommt es seit 2015 vermehrt zu Versuchen, durch Einführungen von Gesetzespaketen solche Formen der Geldwäsche zu unterbinden.
Auch im Bereich des Handels mit NFTs kommt es zu Geldwäscheunterbindungsunternehmungen. So könnten NFT Börsen in den Vereinigten Staaten laut einer Studie des Finanzministeriums der Vereinigten Staaten Regulierungsversuchen vonseiten des Financial Crimes Enforcement Networks ausgesetzt sein, da sie möglicherweise unter die Definition eines Virtual Asset Service Providers (VASP, dt. „Anbieter von Dienstleistungen im Zusammenhang mit virtuellen Vermögenswerten“) fallen. Laut dieser Studie gäbe es Hinweise auf ein erhöhtes Risiko der Geldwäsche im Zusammenhang hochwertiger Kunst-NFTs. Die Studie sieht Transaktionen mit NFTs als eine möglicherweise einfachere Form der Geldwäsche mit Kunst an, da im Gegensatz zu physischen Kunstwerken hierbei Komplikationen beim Transport oder der Versicherung der Werke von vornherein wegfallen. So kam es schon im März 2022 zur Verhaftung zweier Personen in New York, denen ein Betrugsversuch mit NFTs im Wert von einer Million US-Dollar vorgeworfen wurde.

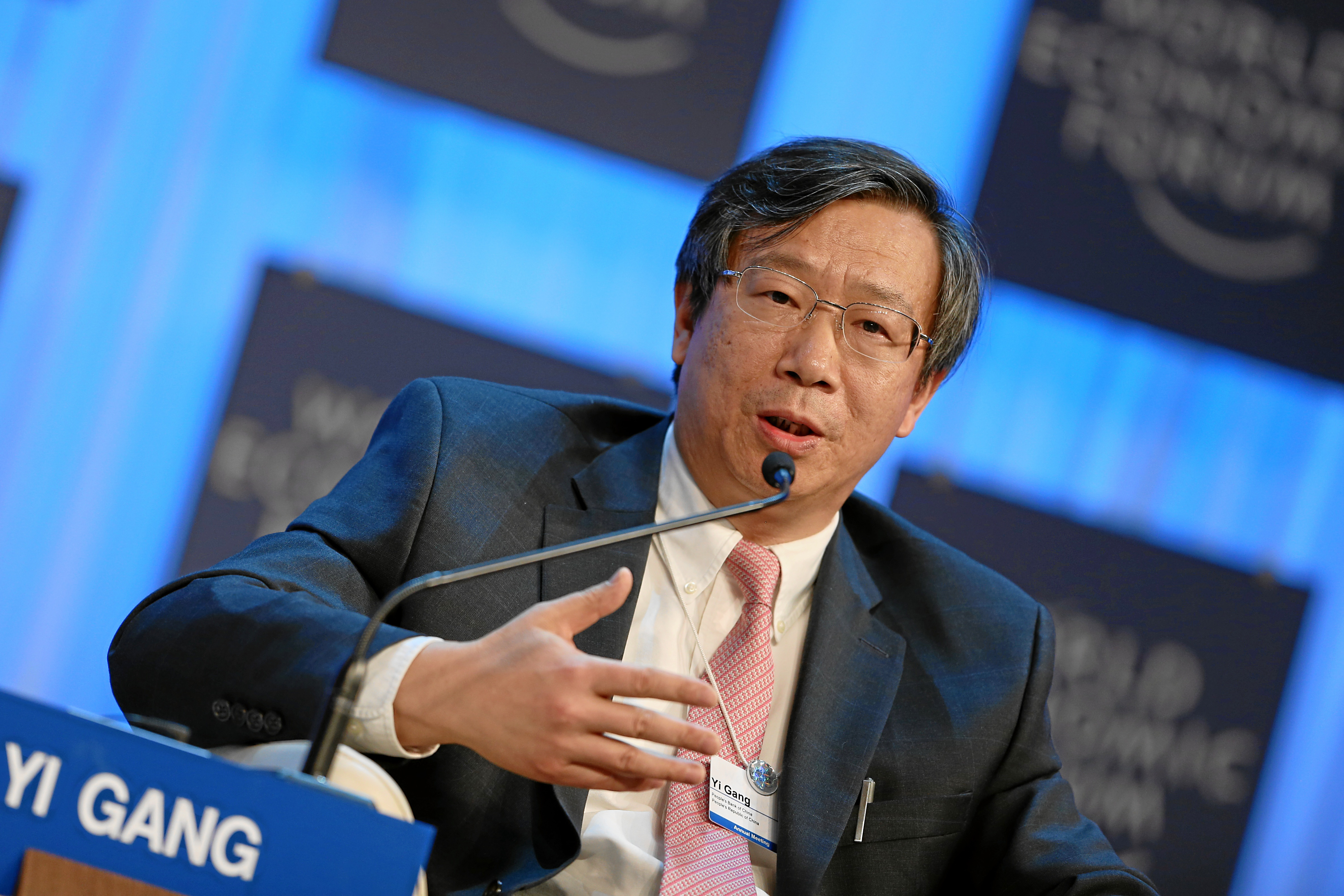
Yi Gang, Vorsitzender der chinesischen Volksbank, beim Weltwirtschaftsforum 2013

Dementsprechend hat auch der Vorsitzende des Zentrums zur Bekämpfung von Geldwäsche der chinesischen Volksbank vermerkt, dass NFTs mit Leichtigkeit zu Mitteln der Geldwäsche werden könnten. Hierbei verwies er darauf, dass es dahingehend in vermehrtem Maße zur illegalen Ausnutzung verschiedener neuartiger Kryptotechnologien komme und Urheber solcher Vorgehensweisen sich oft als Innovatoren im Bereich der Finanztechnologie ausgeben.
Innerhalb der EU gibt es derzeit (Stand: Februar 2023) keine einheitlichen konkretisierten Regelungen zum Umgang mit Geldwäsche im Zusammenhang mit NFTs. Im Juli 2022 hat die Europäische Kommission angekündigt, NFTs als Anlageklasse bis 2024 zu bewerten und bei Bedarf eine entsprechende Regulierung auszuarbeiten. Bis auf Weiteres käme die MiFID-Richtlinie bei NFTs lediglich zu Anwendung, sofern diese sich wie traditionelle Wertpapiere verhalten.
Nach einer Studie des Blockchainanalyseunternehmens Chainalysis aus dem Jahr 2022 können lediglich 0,15 % der Transaktionen von Kryptowährungen mit kriminellen Aktivitäten in Verbindung gebracht werden.

## Methoden zur Bekämpfung der Geldwäsche

### Know-Your-Customer-Prinzip
Wichtigstes, effektivstes und günstigstes Instrument zur Bekämpfung der Geldwäsche ist die Geltung von qualitativen Formvorschriften zur Dokumentierung der Rechtsgeschäfte und zur Verhinderung von deren Verschleierung (z. B. durch Briefkastengesellschaften, Steueroasen, Rückdatierung von Verträgen, Blankounterschriften, verdeckte Identitäten). Dadurch sollen die Rechtsgeschäfte durch gerichtliche oder notarielle Protokolle, aussagekräftige Register oder die Pflicht, Unterschriften zu beglaubigen, für die Behörden nachvollziehbar und kontrollierbar gemacht werden, damit der tatsächliche wirtschaftliche Zweck des Rechtsgeschäftes erkennbar ist. Durch diese dokumentierenden Formvorschriften für Rechtsgeschäfte wie bei Liegenschaften, Unternehmenskapital oder Unternehmensanteilen soll das einfache und intransparente Verschieben von Kapital verhindert werden. In vielen Ländern müssen bestimmte Rechtsgeschäfte wie Veränderungen in Firmenstrukturen, Kapitalverschiebungen bei Unternehmen, Immobilien oder Firmenregistrierungen gerichtlich oder notariell protokolliert werden, um Scheingeschäfte, Fälschungen oder Rückdatierungen von Verträgen zu verhindern. Bestehende Lücken werden zur Geldwäsche sofort genützt. Entscheidend zur nachhaltigen Verhinderung von Geldwäsche, Steuervermeidung und Korruption ist, dass ein unabhängiger staatlich kontrollierter Intermediär bei wichtigen Rechtsgeschäften eingeschaltet wird, der die staatlichen Interessen (Identitätsfeststellung, Dokumentierung der Rechtsgeschäfte, Steuergerechtigkeit, Transparenz etc.) wahrnimmt und selbst wirtschaftlich unabhängig ist. Der Wirtschaftsnobelpreisträger Joseph Stiglitz und der Basler Strafrechtler Mark Pieth weisen darauf hin, dass bei der Bekämpfung von Korruption aufgrund umfangreicher Lobbyarbeit nicht konsequent vorgegangen wird und effektive Dokumentationsvorschriften dadurch verhindert wurden.
In vielen Ländern wurden aber in den letzten Jahren Formvorschriften gelockert oder aufgehoben, um Transaktionen laut Unternehmerverbänden „wirtschaftsfreundlich“ durchführen zu können. Denn im Gegensatz zum Gemeinwesen und zu den Verbrauchern haben Großunternehmen oder manche Politiker an effektiven Methoden zur Korruptions-, Verschleierungs- und Geldwäschebekämpfung oft kein richtiges Interesse beziehungsweise üben auf Organe zur Überwachung der Rechtssicherheit Druck aus. Als besonderes Vorbild für ein Geldwäscheparadies gilt der US-Bundesstaat Delaware mit seiner Kombination aus minimalen Steuern und Gebühren, der Möglichkeit von registrierten Gesellschaften mit geheimen Eigentümern und am wichtigsten formfreie Internet- bzw. Handygründungen ohne effektive Identitätsfeststellungen der Beteiligten.
Grundsätzlich haben virtuelle Währungen, Online-Banking, Online-Glücksspiele, Online-Gesellschaftsgründungen beziehungsweise -verwaltung, Online-Märkte und Internetauktionen eine stark zunehmende Bedeutung für Geldwäscher und mit der Geldwäsche zusammenhängende Delikte wie Steuerhinterziehung und Betrug. So wird die Geldwäsche aber auch durch den anonymen Kauf und Verkauf von Kunstwerken, Liegenschaften und Firmenanteilen samt üblichen freiwilligen Verlustgeschäften, allenfalls auch über vorgetäuschte künstliche Märkte, betrieben. Das betrifft auch Finanzdienstleister beim Vertrieb von riskanten Wertpapieren und sonstigen Finanzprodukten.
Zur Bekämpfung der Geldwäsche wird intensiv am Aufbau von nationalen Registern gearbeitet, in denen Unternehmen ihren wahren, wirtschaftlich begünstigten Eigentümer offenlegen müssen. Die Umsetzung ist sehr schwierig, weil in Fällen, wo zum Beispiel Briefkastengesellschaften, Steueroasen, Formular- bzw. Online-Firmengründungen oder Scheingeschäftsführer beteiligt sind, die Meldungspflicht leicht umgangen werden kann und somit de facto „freiwillig“ ist. Auch werden Strafverfolgungsbehörden trotz dieses Registers oft an verdeckten Treuhandschaften scheitern. In vielen Ländern gibt es schon jetzt effektive Register (z. B. zu Firmenbuch, Grundbuch, Gewerberecht, Stiftungen, Fonds, Vereinen), wo die jeweiligen natürlichen oder juristischen Personen wegen zwingend geforderter Identitätsfeststellung der Einschreiter durch gerichtliche Organe klar nachvollziehbar sind beziehungsweise der behauptete tatsächliche Vorgang gerichtlich überprüft wird und dadurch Missbrauch verhindert wird. Nur wenn diese Organe rechtlich und wirtschaftlich unabhängig vom geldwaschenden Täter sind und diese Unabhängigkeit ausreichend abgesichert ist, kann Geldwäsche unterbunden werden. International gesehen sind diese gerichtlichen, behördlichen bzw. notariellen Organe oder auch Compliance-Abteilungen in Unternehmen oft schlecht bezahlt, weisungsgebunden, nicht (wirtschaftlich) unabhängig oder bewusst schlecht organisiert, um die Einhaltung der Bestimmungen nicht überwachen zu können. Ob es grundsätzlich positive Auswirkungen von Compliance-Abteilungen, die in der Unternehmensstruktur eingebettet sind, zur Verhinderung von rechtswidrigen, aber lukrativen Handlungen im Rahmen des Unternehmenszweckes geben kann, wird kontrovers diskutiert, denn Unternehmen maximieren grundsätzlich ihren Eigennutzen. Das Vertrauen auf E-Mails, die Angaben allfälliger Finanzagenten, auf Informationen von Websites oder auch auf staatliche Register, welche auf ungeprüften Angaben oder elektronischen Signaturen bzw. Online-Eingaben beruhen, ist grob fahrlässig. Gerade die international organisierte Geldwäscheindustrie geht dazu arbeitsteilig vor.
Weiters sollen anonyme wirtschaftliche Transaktionen und Einzahlungen verhindert werden. Dafür dient das Know-Your-Customer-Prinzip (KYC). Banken, Versicherungen, Anwälte, Wirtschaftsprüfer, Online-Casinos, Spielbanken, Juweliere etc. sind verpflichtet, ihre Kunden vor Aufnahme der Geschäftsbeziehung zu identifizieren (zum Verfahren siehe: Legitimationsprüfung) und die wirtschaftlich Berechtigten zu erfragen. Diese Methode gilt gerade durch Briefkastengesellschaften und verdeckte Treuhandschaften als leicht umgehbar. International gesehen gibt es zum Know-Your-Customer-Prinzip (KYC) keinen einheitlichen durchgesetzten Standard.
Grundsätzlich besteht das Problem, dass Unternehmen wie Banken, Versicherungen, Rechtsanwälte, Juweliere, Immobilienmakler, Kunsthändler, Kaufleute oder auch Casinos selbstverständlich ihren wirtschaftlichen Zweck maximieren und ihr Eigennutz nicht in der Geldwäschebekämpfung bzw. der Schaffung von Transparenz oder Rechtssicherheit liegt. Dementsprechend sind auch deutsche Banken trotz umfassender Compliance-Aktivitäten mit erheblichen Geldwäschevorwürfen konfrontiert. Es verwundert also nicht, dass zum Zweck der Vermögensverschleierung eine global und geheim arbeitende Vermögensbewahrungs- und Consultingindustrie entstanden ist. Diese Beratungsunternehmen dienen nicht nur dem Zweck der Steueroptimierung, sondern vorwiegend der Umgehung von gelockerten Formvorschriften und einer Vielzahl krimineller Aktivitäten wie Geldwäsche und Korruption.
Die Sorgfaltspflichten der Banken bei der Feststellung der Kundenidentität wurden 2001 durch den Basler Ausschuss für Bankenaufsicht beschrieben. So sind Kunden mit allen Vornamen zu führen, um die Möglichkeit verschiedener Konteneröffnungen durch ein und dieselbe Person zu überwachen. Neben der Feststellung der Identität muss die Bank sich auch über den Grund für die Aufnahme der Geschäftsbeziehung informieren und deren Plausibilität überprüfen. In der internationalen Praxis werden jedoch Identifikationsverfahren und diesbezügliche Vorschriften durch Offshore-Berater bzw. mit Offshore-Beratung befasste Finanzindustrie geflissentlich übersehen. Bei vielen Finanzdienstleistern wird vielmehr eine trotz aller Compliance-Einrichtungen bzw. diesbezüglichen Ankündigungen und Bestimmungen vorliegende Geldwäsche verschleiert. Zusätzlich nimmt das Risiko von rechtswidrigen Manipulationen stark zu, weil Banken und die Finanzindustrie immer mehr IT-Bereiche auf externe Dienstleister übertragen und diese selbst wieder Teilbereiche auslagern. Das gilt auch für die externe Datenverwaltung. Damit verbunden ist des Weiteren das Geschäft mit falschen, verfälschten bzw. gefälschten Bankkonten. Mit falschen Identitäten bzw. falschen Dokumenten oder erfundenen Daten werden Online-Konten, sogenannte „Bankdrops“, erstellt und dann zum Geldwaschen verwendet. Wobei natürlich Rechtssicherheit und Ausgewogenheit gerade bei neuen Märkten und Technologien hochwertiges und intelligentes Gesetzesrecht am schwierigen Grat zwischen tauglichen Rahmenbedingungen und Überregulierung braucht.
Teilweise arbeiten Banken auch mit Offshore-Glücksspielanbietern zusammen, wo Geldwäsche vermutet wird. Nach Schätzungen werden 85 % der Geldwäsche über Banken abgewickelt, wobei es aber gerade im Hinblick auf die Terrorfinanzierung noch viele Bargeldboten gebe. Im internationalen Drogenhandel soll laut der US-Drogenvollzugsbehörde DEA die Beliebtheit des Bitcoin als Mittel zur Geldwäsche zunehmen. International gesehen sind anonyme Bezahlungen im Internet, die Verwendung von Digitalwährung wie Bitcoin, die Verschleierung mit dazu gegründeten Fake-Unternehmen bzw. falschen Identitäten, die Verwendung von durch Finanzdienstleister registrierten Firmen, Barüberweisungen durch Transferbanken bzw. Hawala-Banking oder Bargeldboten, aber auch anonyme Internetversteigerungen probate Methoden, um Überprüfungen zu umgehen. Gerade um das zu verhindern, sind bei wichtigen Rechtsgeschäften eine strenge Identitätsprüfung der Beteiligten, die Schaffung diesbezüglicher Formvorschriften und die Einschaltung eines unabhängigen staatlich kontrollierten Intermediärs notwendig.
Der österreichische Finanzmarktaufsichtchef Helmut Ettl stellt zur Geldwäschevermeidung vor dem Hintergrund der sich entwickelnden europäischen Bankenunion ein grundsätzliches europäisches Drei-Säulen-Modell vor – bestehend aus einer „Intelligence-Einheit“ zur Analyse und Strategieentwicklung, einer „Prevention-Einheit“, um die Sorgfaltspflichten zur Prävention durchzusetzen, und einer „Enforcement-Einheit“, die konkrete Verdachtsfälle auf Geldwäscherei ermittelt und gegebenenfalls sanktioniert.

### Überwachung von Konten und Transaktionen
Die fortlaufende Überwachung von Konten und Transaktionen auf Geldwäscheverdacht ist Banken und anderen Finanzdienstleistern gesetzlich vorgeschrieben – in Deutschland durch das Geldwäschegesetz (GwG). Dafür hat jede Bank einen Geldwäschebeauftragten zu benennen.

### Meldung verdächtiger Transaktionen
Unabhängig von der Höhe und der Art der Transaktion (bar oder unbar) ist jede Versicherungsgesellschaft und jedes Kreditinstitut nach § 43 GwG verpflichtet, eine Verdachtsanzeige bei Verdacht auf Geldwäsche gegen ihren eigenen Kunden zu erstatten. Es sind auch Verdachtsmeldungen abzugeben, wenn Tatsachen darauf schließen lassen, dass der Vertragspartner seinen Offenlegungspflichten aus § 11 Abs. 6 Satz 3 GwG nicht nachkommt. Hierzu zählt beispielsweise die Tatsache, dass der Vertragspartner im Rahmen des Know-Your-Customer-Prozesses den Zweck der Geschäftsverbindung oder den Namen des/der wirtschaftlich Berechtigten nicht offenlegt.
Aber auch Rechtsanwälte, Notare, Wirtschaftsprüfer und Steuerberater unterliegen seit dem 15. August 2002 einer Verpflichtung zur Anzeige, wenn sie nicht rechtsberatend tätig werden.
Indikatoren für Geldwäsche sind:
- viele Konten
- hohe Bareinzahlungen
- Mitführen/Lagerung hoher Barbeträge
- Geldtransporte
- Akzeptanz schlechter Konditionen bei der Geldanlage

Kritik am Meldeverhalten von Notaren
Notare verzichten auf Verdachtsmeldungen wegen des besonderen Vertrauensverhältnisses zu ihren Mandanten. Um die Zahl der Meldungen zu erhöhen, hat der Gesetzgeber zum 1. Januar 2020 das Geldwäschegesetz geändert. Künftig wird durch eine Rechtsverordnung ein Katalog von besonders geldwäscherelevanten Fällen festgelegt, in denen Notare sowie Rechtsanwälte und Steuerberater immer eine Meldung an die FIU abgeben müssen. Diese Gesetzesänderung wurde von der Bundesnotarkammer begrüßt.
Obwohl Notare einer strengen Aufsicht durch die Landgerichtspräsidenten unterliegen (§ 92 BNotO), wurde kritisiert, Notare würden in Deutschland hinsichtlich möglicher Geldwäsche kaum kontrolliert trotz ihrer zentralen Rolle bei Immobiliengeschäften, durch die häufig Geldwäsche betrieben wird. Vertreter der „Bürgerbewegung Finanzwende“ fordern deshalb eine stärkere Kontrolle von Notaren im Zusammenhang von Geldwäsche.

### Vermögensabschöpfung
Über eine Ermittlung und Bestrafung der Täter hinaus setzt eine effektive Bekämpfung und Prävention der Geldwäsche voraus, dass die materiellen Vorteile aus der Tat abgeschöpft werden, um sie den Tätern zu entziehen und die Schäden, die die Opfer erlitten haben, auszugleichen. Nach dem Aufspüren von Vermögen muss dieses gesichert, die endgültige Entziehung und die Verwendung, unter Umständen auch die Teilung des Vermögens geregelt werden. Dafür gibt es neben straf- und zivilrechtlichen Instrumenten auf nationaler Ebene wie dem Verfall und dem Adhäsionsverfahren oder der Zivilklage wegen der Verletzung eines Schutzgesetzes (§ 823 Abs. 2 BGB) auch Vorschriften für die grenzüberschreitende Zusammenarbeit, etwa das Gesetz über die internationale Rechtshilfe in Strafsachen (IRG) oder das Übereinkommen gegen die grenzüberschreitende organisierte Kriminalität (UNTOC).

## Kriminalstatistik Deutschland
Die zur Anzeige gebrachten Fälle von Geldwäsche stiegen von 198 im Jahr 1994 auf 14.785
im Jahr 2021. Die Häufigkeitszahl (Fälle pro 100.000 Einwohner) nahm bis zum Höhepunkt 2021 von 0,2 auf 17,8 zu, was einem Faktor 89 entspricht. Dies ist eine Zunahme entgegen dem Trend, weil insgesamt ein Kriminalitätsrückgang beobachtet wird und die Straftaten insgesamt in den letzten drei Jahrzehnten um 27 % sanken. Entsprechend wurde 2018 Deutschland als „Paradies“ für Geldwäsche bezeichnet. Ursache sollen überforderte Behörden und Gesetzeslücken sein.
Bei gut 5,5 Millionen (2018) erfasster Straftaten insgesamt entsprechen erfasste Fälle von Geldwäsche einem Anteil von weit unter 1 %. Die Aufklärungsquote ist mit rund 90 % zwar hoch. Allerdings vermutet das BKA wegen der Virtualität und Anonymität von Online-Bankdienstleistungen des in manchen Ländern sehr strengen Bankgeheimnisses und des Geldtransfers in ausländische Steueroasen ein sehr großes Dunkelfeld. Einer Hochrechnung der Universität Halle-Wittenberg zufolge liegt das Geldwäschevolumen in Deutschland bei 100 Milliarden Euro jährlich.
Seit dem Übergang der Verantwortung für Verdachtsmeldungen bei Geldwäsche vom BKA auf die Generalzolldirektion im Jahr 2017 stieg die Anzahl der Meldungen laut FIU auf über 77.000 im Jahr 2018. Davon erfüllten 58 % aller Verdachtsmeldungen (ca. 45.000) die Voraussetzungen für eine Übermittlung an zuständigen Stellen. Die Staatsanwaltschaften gaben wiederum Rückmeldungen für ca. 14.000 Verdachtsfälle: Von diesen führten ca. 2 % zu Urteilen, Strafbefehlen oder Anklageschriften.
Das höchste bis 2016 ausgesprochene Bußgeld für einen Verstoß gegen das Geldwäschegesetz in Deutschland hatte eine Höhe von 51000 Euro.

## Volkswirtschaftliche Auswirkungen und Umfang von Geldwäsche
In neuen Wirtschaftswachstumsmodellen gilt Geldwäsche wie auch Korruption als einer der langfristigen und nachhaltigen Wachstumsverhinderer. Dies gilt insbesondere, weil die Geldwäsche die Glaubwürdigkeit der wirtschaftlichen Aktivitäten und die Rechtssicherheit (unabhängige Gerichte und Verwaltung, Vertrags- bzw. Registersicherheit) bei den Marktteilnehmern langfristig erschüttert. Der volkswirtschaftliche Schaden entsteht durch die Beeinträchtigung des Wettbewerbs, da Personen mit Erlösen aus gewaschenem Geld, wenn sie sich als „saubere Investoren“ betätigen, finanziell stärker sind als ihre Konkurrenten, die die Erlöse erwirtschaften müssen, ohne auf entsprechende „Reserven“ zurückgreifen zu können.
Als Risiken werden weiterhin die Gefahr der Unterwanderung legaler wirtschaftlicher Strukturen und vor allem die Abhängigkeit ökonomisch schwacher Staaten (z. B. Hochseeinseln, Entwicklungsländer und Länder mit Drogenanbau) von der Organisierten Kriminalität beschrieben.
Umfang der Geldwäsche
Der Umfang der Geldwäsche ist schwer zu ermitteln. Nach einer Schätzung des Internationalen Währungsfonds aus dem Jahr 1999 stammen mutmaßlich 2 % bis 5 % des globalen Welt-Bruttoinlandsprodukts aus illegalen Quellen. Für das Jahr 2002 wurde das Volumen der Geldwäsche auf 590 Milliarden bis 1500 Milliarden US-Dollar geschätzt.
Das Handelsblatt schätzte 2011 den Umsatz der deutschen Schattenwirtschaft jährlich auf 500 Mrd. Euro; Geldwäsche habe große Anteile daran. Kai Bussmann ermittelte 2015 ein Volumen von tatsächlichen und unterbliebenen Geldwäsche-Verdachtsfällen von ca. 20 Milliarden Euro außerhalb des Finanzsektors. Danach schätzte er, dass jeder Fall, der Verdachtskriterien erfüllt, auch Geldwäsche sei. Er mehr als verdoppelte jenen Wert, um den Finanzsektor einzubeziehen. In einem vierten Schritt mutmaßte er, das Ergebnis sei zu niedrig. Es könnten wohl eher deutlich größere Beträge sein, wahrscheinlich in der Größenordnung von 100 Milliarden Euro. Eine Studie des Bundesfinanzministeriums ging 2018 von einem Geldwäsche-Volumen von 20 bis 30 Milliarden Euro außerhalb des Finanzsektors aus.
International wird Geld in Ländern wie Panama oder auf einigen Karibikinseln vorwiegend über die Türöffner Großbritannien und einige US-Bundesstaaten gewaschen. Der Schattenfinanzindex der Organisation Tax Justice Network listet auf, welche Länder durch ihre Regelungen Geldwäsche besonders ermöglichen. Dabei sind die Schweiz, die Vereinigten Staaten, die Cayman Islands, aber auch Deutschland oft auf den vordersten Plätzen.
Geldwäsche betrifft auch den Nichtfinanzsektor (Immobilien, Unternehmensbeteiligungen). Die Möglichkeit anonymer Gesellschaftsformen, unzureichende Formvorschriften, mangelhaft durchgesetzte internationale Kooperationen der Behörden und historisch gewachsene Sonderbestimmungen in britischen Überseegebieten erleichtern Geldwäschedelikte. Der Geldwäsche-Experte Jason Sharman geht dazu von weltweit 2 Millionen Offshore-Firmen aus. In Steueroasen hinterlegt schätzt man 8 % des weltweiten Vermögens, rund 5900 Milliarden Euro; es wird vermutet, dass bis zu 75 % davon nicht ordnungsgemäß versteuert wurden.
Nach einer Schätzung des IWF werden jährlich 1300 bis 1750 Milliarden Euro rechtswidrig durch Korruption und Geldwäsche eingenommen. Wenn dem so ist, reduziert dies das globale Wirtschaftswachstum um circa 2 %. Laut der Journalistin Marlies Uken fehlt es in etlichen Staaten an Anreizen, Transparenzabkommen effektiv umzusetzen, weil die Geldverschleierungsindustrie um ihre Profite und andererseits die Steueroasen Geldabflüsse fürchten. Viele Abkommen seien auf dem Papier ratifiziert, aber im nationalen oder regionalen Recht unzureichend umgesetzt. Hinzu kommen vielerorts Bestrebungen von Lobbyisten gegen eine effiziente Geldwäschebekämpfung. Das Fehlen korrekter Datenerfassungen, die Verschleppung von Verfahren, das Übertragen von Kontrollfunktionen an Banken und die mangelnde personelle und finanzielle Ausstattung staatlicher Geldwäsche-Meldestellen bewirkten in der Praxis kaum nachvollziehbare Geldflüsse. Selbst manche deutsche Bank nimmt vorgeschriebene Verfahren nicht so genau. Die Veröffentlichung der Paradise Papers warf die Frage auf, inwiefern deutsche Banken Zahlungsdienste für in Deutschland weitgehend illegale Online-Glücksspiele anboten.

## Geschichte der Geldwäsche
Einer Legende nach geht der Ausdruck auf den Gangsterboss Al Capone zurück, der das durch illegale Betätigungen erworbene Geld tatsächlich in Waschsalons investierte und somit die wahre Herkunft verschleierte. Im Prozess 1931 nach seinem Beruf gefragt, antwortete er: „Ich bin im Wäscherei-Business tätig“. Als diese Form des auch mit Steuerhinterziehung verbundenen Betruges aufgedeckt wurde, musste Al Capone wegen Steuerhinterziehung ins Gefängnis.
Weitere Kriminelle gründeten daraufhin legale Geschäfte, bei denen Münzgeld in größeren Beträgen umgesetzt werden konnte, ohne dass der durch die illegalen Geschäfte hinzugefügte Anteil von den Behörden überprüft werden konnte. Zwar musste auf diese Weise für den erzielten Betrag Steuer bezahlt werden, das Geld konnte jedoch auf das Geschäftskonto eingezahlt werden, ohne weiteres Aufsehen zu erregen. Eine beliebte Gewerbeart für Geldwäsche waren vor allem Casinos mit Münzspielautomaten oder die Autovermietung. Der als Finanzminister der Unterwelt bekannte Mafiaboss Meyer Lansky soll als erster Mafioso die anonymen Nummernkonten der Schweiz und Möglichkeiten zur Verschleierung der Geschäfte in der Karibik beziehungsweise Kuba entdeckt haben.
Im 2010er Jahrzehnt ist neben dem Troika-Laundromat eine systematische Geldwäsche bekannt geworden, bei der in den Jahren von 2010 bis 2014 zwischen 22 und 80 Milliarden US-Dollar Schwarzgeld aus Russland geschleust und über Moldau, Lettland und Estland transferiert, in Großbritannien und 95 weiteren Staaten gewaschen wurde.
2021 reichten die Hinterbliebenen amerikanischer Terror-Opfer am US-Bundesgericht in Brooklyn Klage ein gegen die Deutsche Bank, die Danske Bank und die britische Standard Chartered Bank. Sie werfen den Geldinstituten vor, die Finanzierung von Terrorgruppen in Afghanistan ermöglicht zu haben.

## Rechtliche Bestimmungen
Im Zusammenhang mit der Geldwäsche bestehen jeweils eine Reihe von nationalen gesetzlichen Regelungen:
- Die Geldwäsche selbst ist ein Straftatbestand.
- Geldwäsche bedarf anderer Vortaten als Grundlage. Vermögenswerte, die aus bestimmten Straftaten (so genannten Vortaten) erworben wurden, sind inkriminiert, sozusagen beschmutzt. Kriminelle wissen das und versuchen, dieses Geld zu waschen, um die wahre, kriminelle Herkunft zu verschleiern.
- Zur Umsetzung der Know-your-customer-Regeln ist eine Legitimationsprüfung vorgeschrieben.
- Überwachungs- und Meldepflichten treffen Banken und andere Organisationen, die besonders von Geldwäscherisiken tangiert sind.
- Datenbanken zur Kontrolle der Geldwäsche werden angelegt und gepflegt.
- Behörden haben bestimmte Aufgaben und Kompetenzen zur Bekämpfung der Geldwäsche. Die Financial Action Task Force on Money Laundering (FATF) fordert in jedem Land die Einrichtung einer Financial Intelligence Unit (FIU), die für die Untersuchung aller Geldwäschefälle zuständig ist. Die deutsche Gemeinsame Finanzermittlungsgruppe ist seit 2003 Mitglied der Egmont-Gruppe.[108]

### Gesetzliche Regelung in Deutschland

#### Straftatbestand Geldwäsche
Geldwäsche ist im Strafrecht Deutschlands nach § 261 StGB strafbar. Die Norm wurde im März 2021 zuletzt geändert. Dies diente der Umsetzung der EU-Richtlinie über die strafrechtliche Bekämpfung der Geldwäsche aus 2018 in nationales Recht und der Verbesserung der Strafverfolgung durch Erfassung aller Straftaten als Vortaten.
Vom Straftatbestand Geldwäsche geschützte Rechtsgüter sind nach herrschender Meinung sowohl die durch die Vortat geschützten Rechtsgüter als auch die inländische Rechtspflege.
Mögliche Tatobjekte sind Gegenstände, die aus einer rechtswidrigen Straftat als Vortat herrühren (§ 261 Abs. 1 S. 1 StGB). Dabei kann Gegenstand nicht nur Bar- oder Buchgeld sein, sondern jeder denkbare Vermögenswert. Das Herrührens aus einer Vortat umfasst auch Gegenstände (einschließlich Rechten), die nach Austausch- und Umwandlungsaktionen an die Stelle des ursprünglichen Gegenstandes getreten sind (Surrogate). Bemakelt und damit mögliche Tatobjekte der Geldwäsche sind auch solche Gegenstände, die nach wirtschaftlicher Betrachtung an Stelle des durch die Vortat erlangten Gegenstandes getreten sind und nicht wesentlich auf der Leistung Dritter beruhen. So gehören bei einem Kauf von Unternehmensanteilen mit dem aus der Vortat erlangten Geld zwar die Anteile, nicht aber die vom Unternehmen produzierten Güter zu den möglichen Tatobjekten der Geldwäsche.
Die möglichen Tathandlungen werden in § 261 Abs. 1 Nr. 1–4 StGB und § 261 Abs. 2 StGB genannt. Das Verbergen gemäß § 261 Abs. 1 Nr. 1 StGB soll dabei den Zugang zum Vermögensgegenstand erschweren und bedeutet zum Beispiel die zielgerichtete Verwahrung an einem unüblichen Ort. Eine „manipulative Tendenz“ des Täters ist für die Strafbarkeit erforderlich. Zwar ist für eine Strafbarkeit ein konkret geeignetes Handeln erforderlich, jedoch muss dieses Handeln aus der Sicht der Strafverfolgungsbehörden nicht unbedingt zum Erfolg geführt haben. Heimlich muss der Täter für eine Strafbarkeit auch nicht handeln. Nach § 261 Abs. 1 Nr. 2 StGB macht sich strafbar, wer ein bemakeltes Tatobjekt „umtauscht, überträgt oder verbringt“ „in der Absicht, dessen Auffinden, dessen Einziehung oder die Ermittlung von dessen Herkunft zu vereiteln“. Dieser Vereitelungs- und Gefährdungstatbestand stellt ein abstraktes Gefährdungsdelikt dar und kein konkretes, wie daran zu erkennen ist, dass lediglich auf eine Verschleierungs-Absicht abgestellt wird. Umtauschen stellt dabei die Weggabe des ursprünglichen Vermögensgegenstandes gegen Erhalt einer Gegenleistung dar. Das Übertragen erfasst (schwerpunktmäßig) das Transferieren von Rechten, das Verbringen dagegen (schwerpunktmäßig) körperliche Gegenstände. Nach § 261 Abs. 1 Nr. 3 StGB macht sich strafbar, wer das bemakelte Tatobjekt „sich oder einem Dritten verschafft“. Darunter wird das Erlangen einer eigentümerähnlichen Stellung verstanden. Wie bei der Hehlerei ist ein Zusammenwirken mit dem Vorbesitzer erforderlich; im Gegensatz zur Hehlerei sprechen jedoch Willensmängel aufgrund von Täuschung oder Drohung nicht gegen eine Strafbarkeit. § 261 Abs. 1 Nr. 4 StGB erfasst das Verwahren sowie die Verwendung für sich oder einen Dritten durch den Täter, „wenn er dessen Herkunft zu dem Zeitpunkt gekannt hat, zu dem er ihn erlangt hat“. Unter dem Verwahren versteht man das Inobhut-Nehmen
und -Halten eines tauglichen Tatobjekts, um es für einen Dritten oder für die eigene
spätere Verwendung zu erhalten. Für körperliche Gegenstände bedeutet dies das Erlangen der unmittelbaren Sachherrschaft, für Forderungen eine entsprechende tatsächliche Verfügungsgewalt. Verwenden bedeutet den bestimmungsgemäßen Gebrauch des bemakelten Tatobjekts. Für das Kennen der kriminellen Herkunft zum Zeitpunkt des Erwerbs reicht bedingter Vorsatz. Von § 261 Abs. 2 StGB wird erfasst, „wer Tatsachen, die für das Auffinden, die Einziehung oder die Ermittlung der Herkunft eines Gegenstands nach Absatz 1 von Bedeutung sein können, verheimlicht oder verschleiert“. Der Tatsachenbegriff entspricht dem des Betrugs. Auch hier ist ein „manipulatives Verhalten“ für die Strafbarkeit erforderlich. Die Tathandlungen haben zum Zweck, „den Ermittlungsbehörden den Zugang zum Tatobjekt oder dessen Einziehung zu erschweren“. Ein zielgerichtetes und konkret geeignetes Handeln ist nötig, ein Vereitelungserfolg muss aber nicht eintreten und Heimlichkeit ist auch nicht erforderlich.
Selbstgeldwäsche ist in Deutschland nur in bestimmten Fällen strafbar. Ein Beteiligter ([Mit-]Täter, Anstifter oder Gehilfe) der Vortat wird gemäß § 261 Abs. 7 StGB nur wegen Geldwäsche bestraft, wenn er den bemakelten Gegenstand in den Verkehr bringt und dabei die rechtswidrige Herkunft des Gegenstands verschleiert. Das Inverkehrbringen erfasst „sämtliche Handlungen, die dazu führen, dass der Täter den inkriminierten Gegenstand aus seiner tatsächlichen Verfügungsgewalt entlässt und ein Dritter die tatsächliche Verfügungsgewalt über den Gegenstand erlangt“. Dies soll auch durch das Einzahlen von bemakeltem Bargeld auf ein Bankkonto geschehen können, nach Ansicht des BGH auch auf ein Konto bei einer Bank, das der Täter führt (da die Bank die Verfügungsgewalt über das Bargeld erhalte, der Einzahlende dafür eine Forderung gegen die Bank). „Das Verschleiern der Herkunft eines Gegenstands umfasst alle zielgerichteten, irreführenden Machenschaften mit dem Zweck, einem Tatobjekt den Anschein einer anderen (legalen) Herkunft zu verleihen oder zumindest seine wahre Herkunft zu verbergen“. Die bloße eigennützige Verwertung ohne Umgehung von Schutzmaßnahmen wie beispielsweise der Einsatz von Bargeld für Geschäfte des täglichen Lebens soll dagegen nicht über den Unrechtsgehalt der Vortat hinausgehen und daher dafür nicht ausreichend sein.
Hinsichtlich der Geldwäschehandlung muss der Täter mit Vorsatz zumindest in Form des bedingten Vorsatzes handeln, hinsichtlich des Herrührens aus einer rechtswidrigen Tat genügt Leichtfertigkeit. (Mit Senkung des Strafrahmens bei bloßer Leichtfertigkeit.) Leichtfertigkeit liegt nur dann vor, wenn sich die Herkunft des Gegenstands aus einer tauglichen Vortat „nach der Sachlage geradezu aufdrängt und der Täter gleichwohl handelt, weil er dies aus besonderer Gleichgültigkeit oder grober Unachtsamkeit außer acht läßt“. Im Fall eines sogenannten Finanzagenten hat der Bundesgerichtshof 2014 eine Verurteilung wegen leichtfertiger Geldwäsche durch das Landgericht Detmold aufgehoben und zurück an das Landgericht verwiesen.
Nach § 261 Abs. 1 S. 2 StGB wird der Tatbestand hinsichtlich eines straflosen Vorerwerbs eingeschränkt, durch den der Gegenstand seine Qualität als taugliches Tatobjekt verliert. Der Satz lautet: „In den Fällen des Satzes 1 Nummer 3 und 4 gilt dies [also dass sich jemand strafbar macht] nicht in Bezug auf einen Gegenstand, den ein Dritter zuvor erlangt hat, ohne hierdurch eine rechtswidrige Tat zu begehen.“
Aus § 261 Abs. 1 S. 3 StGB und § 261 Abs. 6 S. 2 StGB folgt das sogenannte Strafverteidigerprivileg. § 261 Abs. 1 S. 3 StGB lautet: „Wer als Strafverteidiger ein Honorar für seine Tätigkeit annimmt, handelt in den Fällen des Satzes 1 Nummer 3 und 4 nur dann vorsätzlich, wenn er zu dem Zeitpunkt der Annahme des Honorars sichere Kenntnis von dessen Herkunft hatte.“ Nach § 261 Abs. 6 S. 2 StGB ist in diesen Fällen für Strafverteidiger auch die Strafbarkeit wegen Leichtfertigkeit ausgeschlossen. Mit diesen Regelungen wurde die Entscheidung des Bundesverfassungsgerichtes aus 2004 zur Strafbarkeit von Strafverteidigern wegen Geldwäsche in Gesetzesform umgesetzt.
Auch der Versuch der Geldwäsche ist strafbar gemäß § 261 Abs. 3.
Der Strafrahmen der Geldwäsche beträgt bis zu 5 Jahren Freiheitsstrafe oder Geldstrafe (gemäß § 261 Abs. 1), bei Begehung durch Verpflichtete im Sinne des Geldwäschegesetzes Freiheitsstrafe von 3 Monaten bis zu 5 Jahren (gemäß § 261 Abs. 4). Bei besonders schweren Fällen, die in der Regel bei gewerbs- oder bandenmäßiger Begehung vorliegen, ist die Strafe Freiheitsstrafe von 6 Monaten bis zu 10 Jahren (gemäß § 261 Abs. 5). Erkennt der Täter die kriminelle Herkunft des Gegenstands leichtfertig nicht, beträgt die Strafe bis zu zwei Jahren Freiheitsstrafe oder Geldstrafe (gemäß § 261 Abs. 6). Weiterhin können Geld oder Gegenstände, die für Geldwäsche genutzt werden, eingezogen werden (gemäß § 261 Abs. 10).

#### Legitimations- und Identitätsprüfung
Der Grundsatz für die Legitimations- und Identitätsprüfung ist in § 154 AO geregelt. Grundsätzlich dürfen keine Konten errichtet oder Buchungen durchgeführt werden, wenn dies unter Angabe falscher oder erdichteter Namen erfolgt. Daher sieht § 154 AO vor, dass der Vertragspartner eines Kunden sich zuvor Gewissheit über den Kunden und die Anschrift des Verfügungsberechtigten zu verschaffen und die Angaben in geeigneter Form, bei Konten auf dem Konto, festzuhalten hat. Ab 1. Januar 2018 ist zusätzlich von jedem Konteninhaber die Steuer-Identifikationsnummer nach § 139b AO zu erfassen. Im Zusammenhang mit der Geldwäsche ist der Begriff der Identprüfung, geregelt in § 1 Abs. 3 GwG, gebräuchlich. Inhaltlich sind beide Vorgänge nahezu deckungsgleich.

#### Überwachungs- und Meldepflichten
Die geldwäschebezogenen Überwachungs- und Meldepflichten sind im Geldwäschegesetz (GwG) geregelt. Sie treffen neben den Unternehmen der Finanzindustrie (Banken usw.) u. a. auch Steuerberater, Glücksspielanbieter, Immobilienmakler sowie grundsätzlich alle Güterhändler (Verpflichtete i. S. v. § 2 GwG). Rechtsanwälte und Notare sind nur unter den in § 2 Abs. 1 Nr. 10 GwG genannten Voraussetzungen verpflichtet, d. h. wenn sie beispielsweise im Namen ihrer Mandanten Konten verwalten oder an Immobilientransaktionen mitwirken.
Alle Verpflichtete nach dem GwG haben die Pflicht zur Einrichtung eines Risikomanagements (§ 4 GwG). Darüber hinaus bestehen bestimmte Sorgfaltspflichten in Bezug auf Kunden. Dazu gehört insbesondere die Pflicht zur Identifizierung der Vertragspartner bzw. wirtschaftlich Berechtigten, die dahinter stehen (§ 10 GwG).
Güterhändler (§ 1 Abs. 9 GwG) können unter bestimmten Voraussetzungen (vgl. § 5 Abs. 4 GwG, § 10 Abs. 6 GwG) Erleichterungen erhalten (sog. privilegierte Güterhändler). Ein Risikomanagement müssen sie nur einrichten, soweit im Rahmen von Transaktionen Barzahlungen von mindestens 10.000,00 Euro getätigt oder entgegengenommen werden. Wenn nur eine einzelne Transaktion den Betrag von 9.999,99 Euro überschreitet, kann dies zum Wegfall der Privilegierung führen. Auch privilegierte Güterhändler bleiben Verpflichtete nach dem GwG. Es verbleiben folgende Mindest-Standards, die im Rahmen der Compliance-Organisation auch von privilegierten Güterhändlern einzuhalten sind:
a) Sicherstellung, dass die 9.999,99-Euro-Grenze bei Bar-Transaktionen eingehalten wird;
b) Sicherstellung, dass kein Fall sog. Smurfings vorliegt;
c) Sicherstellung, dass Anhaltspunkte auf eine mögliche Geldwäsche oder Terrorismusfinanzierung bekannt und gemeldet werden.
Darüber hinaus besteht für alle Verpflichteten nach dem GwG, d. h. auch für privilegierte Güterhändler, eine Pflicht zur Verdachtsmeldung gemäß § 10 Abs. 3 Nr. 3 GwG i. V. m. §§ 43 ff. GwG, wenn konkrete Anhaltspunkte auf eine mögliche Geldwäsche oder Terrorismusfinanzierung hinweisen.
Sollten Personen von Beamten des Zolls oder der Bundespolizei (alt: Bundesgrenzschutz) beim Verbringen von Barmitteln oder gleichgestellten Zahlungsmitteln in, aus oder durch die Bundesrepublik Deutschland zum Beispiel an einem Flughafen angehalten werden, sind sie gemäß § 12a Abs. 1 Zollverwaltungsgesetz (ZollVG) auf Befragen verpflichtet, Bargeld und gleichgestellte Zahlungsmittel von 10.000 Euro oder mehr (bis 15. Juni 2007: 15.000 Euro) anzuzeigen.
Bei einer Falschanmeldung handelt es sich um eine Ordnungswidrigkeit (§ 31a ZollVG), die auch einen Verdacht auf Geldwäsche begründen kann (§ 261 StGB). Wegen der Ordnungswidrigkeit kann gemäß § 31a Abs. 2 und 4 ZollVG ein Bußgeld bis zur Höhe von 1 Mio. Euro verhängt werden (bis 15. Juni 2007: von einem Viertel der nicht angemeldeten Summe bei fahrlässigem Verstoß; über die Hälfte der Summe bei vorsätzlichem Verstoß; bis zur gesamten Höhe bei Vorliegen eines besonders schweren Falls).
Daneben normiert Art. 3 der Verordnung (EU) 2018/1672 die Pflicht, beim Bargeldverkehr aus der oder in die Europäische Union Barmittel im Wert von 10.000 Euro oder mehr bis zum Zeitpunkt der Ein- oder Ausreise schriftlich oder elektronisch anzumelden und die Barmittel für eine Kontrolle zur Verfügung zu stellen. Bei Verstößen kann gemäß § 31a Abs. 3 und 4 ZollVG ebenfalls ein Bußgeld von bis zu 1 Mio. Euro verhängt werden.

#### Transparenzregister
Zum 1. Oktober 2017 wurde das zentrale elektronische Transparenzregister nach § 19 GwG als ein gesetzlich vorgeschriebenes Verzeichnis eingerichtet. Seitdem besteht für Kapitalgesellschaften, Personengesellschaften und Stiftungen, die auf dem Finanzmarkt agieren, die Pflicht, ihre wirtschaftlich Berechtigten zum Register zu melden, sofern ihre Hintermänner nicht beispielsweise bereits im Handelsregister offen gelegt werden. Zweck des Transparenzregisters ist es, Unternehmensgeflechte besser nachvollziehen und Geldwäsche und Terrorismusfinanzierung aufdecken zu können.

#### Datenbanken zur Kontrolle der Geldwäsche
Mit dem Argument der Bekämpfung von Terrorismusfinanzierung ist in Deutschland das Kontenabrufverfahren nach § 24c KWG eingerichtet worden. Behörden können hier bestimmte Kontostammdaten (z. B. Kontoinhaber, Verfügungsberechtigte, Datum der Kontoeröffnung, keine Salden oder Transaktionen) abrufen. Erledigte Daten oder erloschene Konten werden noch drei Jahre gespeichert. Gegen diese Art der Datenverarbeitung gibt es erhebliche Bedenken (Datenschutz). Das Bundesverfassungsgericht hat diese gesetzliche Regelung gebilligt.

#### Aufsichts- und Strafverfolgungsbehörden
In Deutschland besteht die Zuständigkeit einer Vielzahl von Aufsichtsbehörden zur Überwachung der Einhaltung der Pflichten nach dem Geldwäschegesetz. Zuständige Aufsichtsbehörde für verpflichtete Kreditinstitute und Zahlungsdienstleister ist nach § 50 GwG die Bundesanstalt für Finanzdienstleistungsaufsicht (BaFin), für Versicherungsunternehmen die jeweils zuständige Aufsichtsbehörde für das Versicherungswesen (§ 50 Nr. 2 GwG). Die Geldwäscheaufsicht über die Verpflichteten im Bereich der sog. freien Berufe obliegt in Deutschland grundsätzlich der jeweiligen Selbstverwaltungskörperschaft. Im Falle der Steuerberater und Steuerbevollmächtigten sind dies die Steuerberaterkammern (§ 50 Nr. 7 GwG), bei den Wirtschaftsprüfern und vereidigten Buchprüfer die Wirtschaftsprüferkammer (§ 50 Nr. 6 GwG), bei den Patentanwälten die Patentanwaltskammer (§ 50 Nr. 4 GwG) und hinsichtlich verpflichteter Rechtsanwälte sind die Rechtsanwaltskammern Aufsichtsbehörde (§ 50 Nr. 3 GwG). Eine Ausnahme bildet die Aufsicht über die verpflichteten Notare. Diese obliegt nicht den Notarkammern, sondern dem Landgerichtspräsidenten in dessen Bezirk der Notar seinen Sitz hat (§ 50 Nr. 5 GwG) und der auch im Übrigen die Berufsaufsicht über die Notare ausübt. Die Aufsicht über alle anderen Verpflichteten des Nicht-Finanzsektors bestimmt sich nach Landesrecht. Das betrifft insbesondere Güterhändler, Immobilienmakler, Dienstleister für Gesellschaften, Treuhandvermögen oder Treuhänder im Sinne von § 2 Abs. 1 Nr. 13 GwG (beispielsweise Dienstleister, die Gesellschaften sog. Domiziladressen anbieten oder Vorratsgesellschaften verkaufen). Die jeweiligen Regelungen der Bundesländer betrauen hier unterschiedliche Behörden mit der Aufsicht, in Flächenstaaten überwiegend staatliche Mittelbehörden. In Bayern sind beispielsweise die Regierungen von Mittelfranken bzw. von Niederbayern zentral zuständig (§ 8a BayZustV), in Nordrhein-Westfalen die fünf Bezirksregierungen und im Stadtstaat Berlin die für Wirtschaft zuständige Senatsverwaltung.
Als Financial Intelligence Unit (FIU) für Deutschland dient seit 26. Juni 2017 die Zentralstelle für Finanztransaktionsuntersuchungen, eine Abteilung des Zollkriminalamtes der Generalzolldirektion.

#### Geschichte der Geldwäschegesetzgebung in Deutschland
Mit dem Gesetz zur Bekämpfung des illegalen Rauschgifthandels und anderer Erscheinungsformen der organisierten Kriminalität (OrgKG) vom 15. Juli 1992 wurde mit Wirkung vom 22. September 1992 der Straftatbestand der „Geldwäsche; Verschleierung unrechtmäßig erlangter Vermögenswerte“ als neuer § 261 in das Strafgesetzbuch eingefügt. Dieser Straftatbestand wurde später verschärft. Insbesondere wurde dabei der Vortatenkatalog zur Geldwäsche erweitert.
Das Gesetz über das Aufspüren von Gewinnen aus schweren Straftaten (Geldwäschegesetz – GwG) vom 25. Oktober 1993 wurde in der Neufassung vom 13. August 2008 überarbeitet und im Jahr 2011 durch das Gesetz zur Optimierung der Geldwäscheprävention umfassend geändert. Im Geldwäschegesetz wird geregelt, wer zwecks Bekämpfung von Geldwäsche Vorkehrungen wie die Aufzeichnung von Einzahlungen ab 15.000 Euro oder bestimmte Identifizierungen vornehmen muss. Laut § 2 GwG mussten vor dem 1. Januar 2020 Kreditinstitute, Versicherungen, Gewerbetreibende, Spielbanken und rechtsberatende Berufe bei Verdacht auf Geldwäsche eine Verdachtsanzeige erstatten. Seit dem 1. Januar 2020 wird die Geltung über jene im Kreditwesengesetz (KWG) hinaus erweitert auf Unternehmen, deren Haupttätigkeit es ist, Beteiligungen zu erwerben, zu erhalten oder zu veräußern. Ausgenommen sind Industrieholdings ohne operatives Geschäft, das über das Halten und Verwalten von Beteiligungen hinausgeht.
Anzeigeerstatter sind von jeglicher Haftung befreit, es sei denn, die Anzeige erfolgt grob fahrlässig oder vorsätzlich unwahr (§ 48 GwG). Eine Verdachtsanzeige muss auch erstattet werden bei Verdacht auf Finanzierung einer terroristischen Vereinigung.
Die Problematik der Geldwäsche kann auch für Abrechnungsdienstleister bestehen, da Ermittlungsverfahren darauf abstellen, dass Abrechnungsdienstleister etwa im Telekommunikationsbereich Entgelt-Ansprüche einziehen, die durch Betrug erlangt sein können. Anfällig sind Dienstleistungen im Internet, die über Dialer oder Handypayment abgerechnet werden. Dabei kommt es allein darauf an, dass der Geschäftspartner eine sog. Katalog-Vortat beging. Die Höhe des Betrages, der aus der Vortat erlangt wird, ist irrelevant. Auch der Vorsatz des Dienstleisters ist nicht bedeutsam, da bereits das leichtfertige Nicht-Erkennen der Geldwäsche gemäß § 261 Abs. 5 StGB zur Strafbarkeit führt.
Wie weit § 261 StGB reicht, zeigt der Beschluss des Oberlandesgerichts Karlsruhe vom 20. Januar 2005 – 3 Ws 108/04 im Zusammenhang mit den milliardenschweren FlowTex-Betrügereien.
Bis zum 17. März 2021 lag Geldwäsche nur vor, wenn das gewaschene Geld aus bestimmten Straftaten stammte (sogenannte Katalogtaten). Bei den Vortaten musste es sich entweder um Verbrechen (Freiheitsstrafe mindestens 1 Jahr, § 12 StGB) oder bestimmte Vergehen (aus § 261 Abs. 1 StGB alter Fassung) handeln. Abgesehen vom Drogenhandel waren vor allem solche Delikte Vortaten zur Geldwäsche, die entweder bandenmäßig (mindestens 3 Personen) oder gewerbsmäßig begangen wurden. So kann eine wiederholte Hinterziehung von Beiträgen zur Sozialversicherung eine gewerbsmäßige Betrugshandlung darstellen, die damit Vortat zur Geldwäsche sein konnte. Seit dem 18. März 2021 kann jede Straftat Vortat zur Geldwäsche sein.
Mit Einführung des Konsumcannabisgesetzes eröffneten sich nach damals h. M. neue Problematiken hinsichtlich des Geldwäschetatbestands. So könne auch beim Bezug von weniger als 25 g Cannabis weiterhin eine Strafbarkeit durch Geldwäsche begründet werden, da das bezogene Cannabis i. d. R. aus einer rechtswidrigen Vortat herrührt. Diese Ansicht überzeugt allerdings angesichts des gesetzgeberischen Willens nicht. Der Erwerb von Cannabis zum Eigenverbrauch ist, auch wenn dieses aus rechtswidriger Quelle stammt, vom Straftatbestand der Geldwäsche auszunehmen, solange sich unterhalb der Schwellwerte gem. § 34 Abs. 1 Nr. 1, Abs. 1 Nr. 12 KCanG bewegt wird.

#### Kritik des Bundesrechnungshofs
Der Bundesrechnungshof hat die Praxis der Geldwäscheaufsicht in Deutschland kritisiert. In einem vertraulichen Bericht vom Dezember 2020, der dem NDR vorliege, heiße es unter anderem, die „festgestellte Aufsicht“ entspräche „nicht den gesetzlichen Anforderungen“, so dass „Geldwäsche und Terrorismusfinanzierung […] nicht effektiv und wirksam bekämpft“ werden könnten. Untersucht wurde vom Bundesrechnungshof der sogenannte Nicht-Finanzsektor, also all diejenigen nach dem Geldwäschegesetz Verpflichteten, die keine Banken und Finanzdienstleister seien. Dazu zählten in Deutschland zum Beispiel Notare, Händler von Luxuswaren wie Schmuck und Uhren, Rechtsanwälte sowie Betreiber von Casinos oder andere Glücksspielanbieter. Obwohl das Gesetz die Händler und Dienstleister dazu verpflichte, gäben sie Geldwäsche-Verdachtsmeldungen nur äußerst selten ab. In den vergangenen Jahren hätten diese regelmäßig mehr als 99 Prozent aller Meldungen von Banken und Finanzinstituten ausgemacht.

#### Umsetzung EU-rechtlicher Vorgaben
In Umsetzung der Dritten Geldwäscherichtlinie (2005/60/EG vom 26. Oktober 2005, ABl. Nr. L 309 S. 15) wurde u. a. das Geldwäschegesetz (GwG) neu gefasst. Das Geldwäschegesetz erfasste dadurch (seit 2008) als Verpflichtete nicht nur: Banken und Versicherungen, Treuhänder und Makler sowie Anwälte und Steuerberater, sondern zudem alle „Personen, die gewerblich mit Gütern handeln“. Es betrifft damit praktisch das gesamte Wirtschaftsleben und jeden Vertrag. Das Pflichtenprogramm gilt, insbesondere für Güterhändler, nur bei hohen Bargeschäften; Anwälte fallen nicht per se in den Anwendungsbereich, sondern lediglich bei gewissen gefahrengeneigten Beratungsgegenständen wie Unternehmensgründungen. Das GwG unterwirft bereits seit der dritten Geldwäscherichtlinie relativ viele Branchen seinen Compliance-Anforderungen. Seit jeher fallen diese Anforderungen, je nach Risikogeneigtheit, abgestuft aus; im Mindesten muss aber jeder Verpflichtete (§ 2 GwG) gewisse grundlegende Sorgfaltspflichten einhalten, die mittlerweile in den §§ 4 ff. GwG normiert sind.
Auf Basis des risikoorientierten Ansatzes können je nach Risikoprofil der Geschäftspartner weitere Sorgfaltspflichten entstehen. So sind in unterschiedlichem Ausmaß interne Sicherungsmaßnahmen zu treffen; Unternehmen bestimmter Branchen müssen darüber hinaus einen Geldwäschebeauftragten bestellen. Zu den weiteren Pflichten gehört bereits seit dem Geldwäschegesetz von 2008, dass man Vertragspartner identifizieren und deren Identität überprüfen muss. Zudem kann die Verpflichtung bestehen, Informationen über den Zweck und die angestrebte Art der Geschäftsbeziehung einzuholen sowie abzuklären, ob der Vertragspartner nicht für einen anderen wirtschaftlich Berechtigten handelt. Die erhobenen Angaben sind aufzuzeichnen und in der Regel fünf Jahre aufzubewahren. Zu verständigen ist bei einem Geldwäscheverdacht zudem das Bundeskriminalamt – Zentralstelle für Verdachtsanzeigen – und die zuständige Strafverfolgungsbehörde mittels elektronischer Verdachtsmeldung. Der Betroffene darf hierüber nicht informiert werden. Alle Pflichten sind in der Regel mit einer Bußgeldbewehrung versehen.
Im Januar 2011 rügte die Europäische Kommission, dass Deutschland die EU-Richtlinie 2005/60 unzureichend umgesetzt habe. Die Bundesländer Mecklenburg-Vorpommern und Sachsen-Anhalt hatten laut Stellungnahme der EU-Kommission noch nicht die zuständigen Aufsichtsbehörden in Bezug auf Immobilienmakler, Versicherungsvermittler und Anbieter von Waren, wenn diese Zahlungen von über 15.000 EUR in Bar abwickeln, benannt (vgl. zu Aufsichtsbehörden Art. 36 und Art. 37 der EU-Richtlinie 2005/60 sowie § 16 Abs. 2 Nr. 1 GwG).
Am 23. März 2017 hat der Deutsche Bundestag das Gesetz zur Reform der strafrechtlichen Vermögensabschöpfung verabschiedet, das am 1. Juli 2017 in Kraft trat. Danach wird bereits im Strafprozess über die Einziehung von Verbrechensgewinnen sowie die Rückerstattung an das Verbrechensopfer entschieden. Das Gesetz dient, im Hinblick auf die erweiterte Einziehung, der Durchsetzung der Richtlinie 2014/42/EU über die Sicherstellung und Einziehung von Tatwerkzeugen und Erträgen aus Straftaten in der Europäischen Union.
Die jüngste Novelle des GwG trat im Sommer 2017 in Kraft, um die vierte Geldwäscherichtlinie der EU umzusetzen. Im Kern präzisierte die Gesetzesänderung diverse bereits zuvor bestehende Einzelpflichten; die Zahl der GwG-Paragraphen verdreifachte sich. Zudem weitete die Neufassung des GwG innerhalb der grundsätzlich Verpflichteten den Adressatenkreis der spezielleren Vorgaben grundlegend aus. Dadurch erlangte der Regelungsrahmen für diverse dem Grunde nach bereits länger verpflichtete Branchen erstmals erhebliche praktische Relevanz.
Seit dem 1. April 2023 ist es gemäß § 16a GwG untersagt, Immobilienkäufe mit Bargeld zu bewirken.
Weil Deutschland auch die Vierte Geldwäscherichtlinie nur unzureichend umgesetzt hatte, leitete die EU-Kommission im Februar 2021 ein Vertragsverletzungsverfahren gegen Deutschland ein.
Im Juni 2018 verkündete die EU bereits die fünfte Geldwäscherichtlinie, die die bisherigen Compliance-Anforderungen noch einmal verschärfte – unter anderem im Hinblick auf Transaktionen mit Kryptowährungen. Bis zum 10. Januar 2020 hatten die Mitgliedsstaaten die neuen Vorgaben in nationalem Recht umzusetzen.

### Gesetzliche Regelung in Österreich

#### Straftatbestand Geldwäscherei
Die Terrorismusfinanzierung ist in Österreich durch § 278d StGB, die Geldwäscherei durch § 165 StGB unter Strafe gestellt.
Wie in vielen EU-Mitgliedstaaten steht das „Waschen“ von Einkünften aus eigenen Straftaten nicht unter Strafe. Damit Geldwäscherei von Strafe bedroht ist, müssen Geldwäscher und Straftäter der Vortat unterschiedliche Personen sein.
Die EU-Richtlinie wurde umgesetzt durch Aufnahme entsprechender Regelungen in die jeweiligen Berufsgesetze durch Gesetzesnovellen Ende 2007 (Gewerbeordnung, Wirtschaftstreuhandberufsgesetz, Bilanzbuchhaltungsgesetz).

#### Vortaten
Die Vortaten der Geldwäscherei sind in § 165 StGB beschrieben. Dazu zählen alle Verbrechen, d. h. gemäß § 17 StGB alle vorsätzlichen Straftaten, die mit lebenslanger oder mehr als dreijähriger Freiheitsstrafe bedroht sind. Zusätzlich sind einzelne Vergehen wie Urkundenfälschung, Teilnahme an einer kriminellen Vereinigung, falsche Zeugenaussage, Fälschung oder Unterdrückung eines Beweisstückes, Bestechung, Schmuggel oder Hinterziehung von Eingangs- oder Ausgangsabgaben Vortaten.

#### Legitimationsprüfung
Die Legitimationsprüfung ist in § 40 Bankwesengesetz (BWG) geregelt. Siehe Artikel Legitimationsprüfung.
Im direkten Widerspruch zum Know-your-Customer-Prinzip standen die anonymen Sparbücher, die in Österreich früher geführt wurden. Im Zusammenhang mit der Bekämpfung der Geldwäscherei ist daher seit November 2000 die Neueröffnung anonymer Sparbücher verboten. Seit dem 1. Juli 2002 ist auch die Weitergabe anonymer Sparbücher verboten. Das Gleiche gilt für anonyme Wertpapierdepots. Weiters ist inzwischen auch der Zugriff auf noch anonyme Sparbücher nur noch mit Legitimation möglich, auch wenn der Betrag unter 15.000 Euro liegt. Bareinzahlungen am Schalter (z. B. Devisentausch oder Edelmetallhandel) sind ab 15.000 Euro ebenfalls legitimierungspflichtig.

#### Überwachungs- und Meldepflichten
Die §§ 39–41 Bankwesengesetz (BWG) regeln für Kreditinstitute die „Sorgfaltspflichten und Bekämpfung von Geldwäscherei und Terrorismusfinanzierung“. Dazu zählt die Verpflichtung, verdächtige Transaktionen zu überwachen und zu melden.
Die Meldepflicht von Banken besteht nach § 41 BWG bei Verdacht
- dass eine Transaktion der Geldwäsche dient
- dass der Kunde seine Treuhandbeziehungen nicht offengelegt hat
- dass der Kunde einer terroristischen Vereinigung angehört oder die Transaktion der Terrorismusfinanzierung dient.

#### Strafverfolgungsbehörden
Entsteht bei den meldeverpflichteten Berufsgruppen der Verdacht, dass ihre Kundschaft im Zusammenhang mit Geldwäscherei oder Terrorismusfinanzierung steht, sind sie zur Erstattung einer Meldung an die Geldwäschemeldestelle (A-FIU), der österreichischen Financial Intelligence Unit, verpflichtet.

### Gesetzliche Regelung in der Schweiz
In der Schweiz wird die Geldwäsche seit 1990 bekämpft. Gesetzliche Vorschriften finden sich insbesondere im Schweizerischen Strafgesetzbuch, wo in Art. 305bis die Geldwäsche unter Strafe gestellt und unter Art. 305ter die mangelnde Sorgfalt bei Finanzgeschäften sanktioniert sowie das Melderecht bestimmter Angehöriger des Finanzsektors geregelt wird. Der Bekämpfung der Geldwäscherei und der Sicherstellung der Sorgfalt bei Finanzgeschäften dient auch das Bundesgesetz zur Bekämpfung der Geldwäscherei im Finanzsektor (Geldwäschereigesetz, GwG) vom 10. Oktober 1997.
Dem schweizerischen GwG unterstellt sind Finanzintermediäre des Banken- und Versicherungssektors im Sinne des Art. 2 GwG und Finanzintermediäre des sog. Parabankensektors im Sinne des Art. 2 Abs. 3 GwG. Zum Parabankensektor gehören unabhängige Vermögensverwalter, Treuhänder, Money-Transmitter, Money-Changer und Andere. Die Zweiteilung der Aufsicht über die Einhaltung des GwG rührt daher, dass Finanzintermediäre des Banken- und Versicherungssektors grundsätzlich von der Eidgenössischen Finanzmarktaufsicht FINMA im Hinblick auf Einhaltung des GwG beaufsichtigt werden, während Finanzintermediäre des Parabankensektors grundsätzlich nicht prudentiell von der FINMA beaufsichtigt werden. Auch solche Finanzintermediäre haben das Recht sich der FINMA zu unterstellen. Sie können auch Mitglied bei einer von der FINMA anerkannten Selbstregulierungsorganisation (SRO) werden (Vereinsstruktur), von der sie im Hinblick auf das GwG geschult und revidiert werden. Eine Liste der anerkannten SRO findet sich auf der Website der FINMA.
2021 wurde eine Gesetzesrevision gestartet mit dem Ziel, auch Gold vermehrt dem Geldwäschereigesetz zu unterstellen. Die Neuerungen sind zum 1. Januar 2023 in Kraft getreten.
Eine Lücke in der Verfolgung der Geldwäscherei besteht im Schuld- und Konkursrecht. Bei einer Betreibung – der schweizerischen Form der Zwangsvollstreckung einer Schuld – muss das Betreibungsamt zur Deckung einer Schuld Bargeld in unbeschränkter Höhe annehmen, ohne dass es nach der Herkunft des Geldes fragen darf; worauf es nach Abschluss der Betreibung auf das Bankkonto des Gläubigers überwiesen wird. Wehrt sich eine betriebene Person nicht innert einer kurzen Frist gegen die Betreibung, findet von Gesetzes wegen keinerlei Überprüfung der Forderung statt. Betreibungsämter unterscheiden somit auch nicht zwischen Forderungen aus legitimen Vertragsverhältnissen, und fiktiven Schulden, die zum Zweck der Geldwäsche eingetrieben werden. Nur bei Zwangsversteigerungen sind Barzahlungen auf 100'000 Franken beschränkt; und nur der Teilbetrag, der 100'000 Franken übersteigt, muss über eine Person abgewickelt werden, die dem Geldwäschereigesetz untersteht.

### Gesetzliche Regelung in weiteren Staaten
In Italien wurde zur Bekämpfung der Geldwäsche durch mafiöse Strukturen eine Beweislastumkehr eingeführt, die in bestimmten Fällen greift: Besteht der Verdacht einer mafiösen Vereinigung, so wird das Vermögen mit dem Einkommen verglichen, und bei Zweifeln über die Herkunft des Kapitals kann die Staatsanwaltschaft einen Nachweis über dessen Herkunft verlangen.
Der italienische Staatsanwalt Roberto Scarpinato sagte 2012, die Mafia investierte seit der Einführung dieser Beweislastumkehr verstärkt in Deutschland.

## Internationale Übereinkommen gegen Geldwäsche
- Empfehlung des Europarates zu Maßnahmen gegen die Übertragung und gegen das Verheimlichen von Vermögenswerten mit kriminellem Ursprung vom 27. Juni 1980[182]
- Übereinkommen des Europarates über Geldwäsche, Ermittlung, Beschlagnahme und Einziehung von Erträgen aus Straftaten
- Übereinkommen des Europarates vom 8. November 1990 über Geldwäsche sowie Ermittlung, Beschlagnahme und Einziehung von Erträgen aus Straftaten (Straßburger Konvention)
- Konvention des Europarates vom 16. Mai 2005 über Geldwäsche, Terrorismusfinanzierung sowie Ermittlung, Beschlagnahme und Einziehung von Erträgen aus Straftaten (Warschauer Konvention Nr. 198)[183]
- EU-Richtlinie zur Verhinderung der Nutzung des Finanzsystems zum Zwecke der Geldwäsche (2005/60/EG, früher: 91/308/EWG)
- UN-Konvention zur Unterdrückung der Terrorismusfinanzierung (1999)
- Übereinkommen gegen die grenzüberschreitende organisierte Kriminalität der Vereinten Nationen (Palermo-Konvention, 15. November 2000)

## Internationale Initiativen gegen Geldwäsche

### OECD
Die Financial Action Task Force on Money Laundering (FATF) ist seit ihrer Gründung 1989 eine Arbeitsgruppe innerhalb der Organisation für wirtschaftliche Zusammenarbeit und Entwicklung (deutsche Abkürzung OWZE, englische Abkürzung OECD) zur Bekämpfung der Geldwäsche. Die Gründung erfolgte durch die G7-Staaten, um Geldwäsche auf internationaler und nationaler Ebene zu bekämpfen und die Aufdeckung von Vermögenswerten aus illegaler Herkunft zu ermöglichen.
Die FATF hat 40 Empfehlungen (und nach dem 11. September 2001 noch 9 Sonderempfehlungen) verabschiedet, die in den meisten Mitgliedsländern Grundlage für nationale Gesetze sind. Heute gehören der Arbeitsgruppe insgesamt 33 Länder und internationale Organisationen an. Die Task Force liefert den einzelnen Staaten Evaluationen der nationalen Strategien und ihrer Umsetzung.
Die FATF evaluiert Länder mit signifikanten Mängeln in der Umsetzung vom Standards gegen Geldwäsche regelmäßig. Auf Basis dieser Evaluationen erstellt sie Listen derjenigen Länder, welche die Standards signifikant verfehlen, sogenannte Schwarze Listen. Es werden zwei Listen jeweils drei Mal pro Jahr veröffentlicht: die Liste der Jurisdiktionen unter besonderer Beobachtung (Jurisdictions under Increased Monitoring, auch Graue Liste genannt) und die Liste der Jurisdiktionen mit hohem Risiko und Handlungsaufforderung (High Risk Jurisdictions subject to a Call for Action, auch Schwarze Liste genannt), welche die Nachfolgerliste der seit Juni 2000 geführten Liste mit Ländern und Regionen, die sich aufgrund fehlender Rechtsvorschriften oder mangelnder Umsetzung im Kampf gegen die Geldwäsche unkooperativ zeigten (englisch Non-Cooperative Countries and Territories, abgekürzt NCCT-Länder), ist.
Um ihren Standards auch in Nicht-OECD-Ländern Geltung zu verschaffen, arbeitet die FATF mit verschiedenen, von ihr initiierten regionalen Gruppen („FATF-Style Regional Bodies“) oder anderen assoziierten Mitgliedern („FATF Associate Members“) eng zusammen, die gegenüber der FATF über deren Aktivitäten berichten. Derzeit existieren die folgenden Regionalgruppen:
- APG – The Asia/Pacific Group on Money Laundering
- CFATF – Caribbean Financial Action Task Force
- Moneyval – The Council of Europe Select Committee of Experts on the Evaluation of Anti-Money Laundering Measures (Sachverständigenausschuss für die Beurteilung von Anti-Geldwäsche-Maßnahmen und die Finanzierung des Terrorismus beim Europarat)
- GAFISUD – The Financial Action Task Force on Money Laundering in South America
- MENAFATF – Middle East and North Africa Financial Action Task Force
- EAG – Eurasian Group
- ESAAMLG – Eastern and Southern Africa Anti-Money Laundering Group
- GIABA – Intergovernmental Action Group against Money-Laundering in West Africa (GIABA)
- GABAC – Groupe d’Action contre le blanchiment d’Argent en Afrique Centrale[187]

### Europarat
Der Europarat hat unter dem Namen Moneyval ein Expertenkomitee zur Evaluierung von Maßnahmen gegen die Geldwäsche ins Leben gerufen, das Überprüfungen einzelner Länder, die nicht Mitglied der FATF sind, im Hinblick auf die Einhaltung der Empfehlungen der FATF vornimmt.

### UN
Die UN definierten den Begriff Geldwäsche erstmals in der Konvention gegen den illegalen Handel mit Suchtstoffen und psychotropen Stoffen (vom 20. Dezember 1988) und forderte dessen Bekämpfung sowohl gegen die Drogenhändler selbst, als auch gegen ihre Zwischenhändler und Banken. Die im Dezember 2000 verabschiedete Konvention gegen die grenzüberschreitende organisierte Kriminalität verpflichtet die Unterzeichner, die Geldwäsche als Straftatbestand in ihr nationales Strafrecht aufzunehmen.
Die Vereinten Nationen haben das GPML (Global Programme Against Money Laundering, Globales Programm gegen Geldwäsche) ins Leben gerufen. Im Rahmen dieses Programms werden UN-Staaten finanziell und organisatorisch bei der Bekämpfung der Geldwäsche unterstützt.

### OSZE
Die Organisation für Sicherheit und Zusammenarbeit in Europa (OSZE) befasst sich seit 2001 mit dem Kampf gegen: Geldwäsche und Terrorismusfinanzierung. Das wurde durch ein Mandat der Außenminister der OSZE-Teilnehmerstaaten initiiert und findet im Rahmen der Wirtschafts- und Umweltdimension der OSZE statt. Alle Aktivitäten werden eng mit Partnern, wie dem Globalen Programm gegen Geldwäsche der UNODC (GPML), der EBRD, der Weltbank oder dem Europarat abgestimmt.

### Europäische Union
Auf europäischer Ebene sind Mittel im Kampf gegen die Geldwäsche erstmals durch die EU-Richtlinie Nr. 91/308 vom 10. Juni 1991 festgelegt worden. Diese Richtlinie wurde durch weitere Richtlinien, zuletzt die 4. Geldwäscherichtlinie vom 20. Mai 2015 (RL 2015/849/EU) und die neue Geldtransfer-Verordnung VO (EU) 2015/847 über die Übermittlung von Angaben bei Geldtransfers ersetzt. Die Geldtransfer-Verordnung ist am 26. Juni 2015 in Kraft getreten und gilt ab dem 26. Juni 2017 ohne weiteren Umsetzungsakt.
Am 3. Dezember 1998 verabschiedete der Rat die Gemeinsame Maßnahme betreffend Geldwäsche, die Ermittlung, das Einfrieren, die Beschlagnahme und die Einziehung von Tatwerkzeugen und Erträgen aus Straftaten.
Mit der EU-Geldtransferverordnung vom 15. November 2006 (Verordnung (EG) Nr. 1781/2006 über die Übermittlung von Angaben zum Auftraggeber bei Geldtransfers (veröffentlicht im Amtsblatt (ABl. L 345, S. 1–9) vom 8. Dezember 2006) wurde festgelegt, dass Zahlungsverkehrsdienstleister Angaben zum Auftraggeber bei jeder Etappe des Zahlungsvorgangs weiterleiten müssen. Ziel der Maßnahme ist die Verhinderung, Untersuchung und Aufdeckung von Geldwäsche oder Terrorismusfinanzierung. Mit der Verordnung wird die Sonderempfehlung VII der Arbeitsgruppe „Finanzielle Maßnahmen“ (FATF) in EU-Recht umgesetzt. Sie ist Bestandteil des Aktionsplans der EU zur Bekämpfung des Terrorismus.
Seit dem Frühjahr 2016 gibt es im Europäischen Parlament einen eigenen Ausschuss zur Untersuchung von Geldwäsche, Steuervermeidung und Steuerhinterziehung, als Folge der Panama Papers und zur Überprüfung der oft engen Geschäftsbeziehungen von Banken, Politikern und Oligarchen. Die ähnliche Rechts- bzw. Interessenslage bei der Bekämpfung von Steuerhinterziehung, Steuervermeidung, Geldwäsche, Offshore-Geschäften und Korruption bedarf demnach effektiver Instrumente (transparente geprüfte Register, Vertragssicherheit, Formvorschriften etc.).
Ende 2019 forderten Deutschland, Frankreich, Italien, Spanien, die Niederlande und Lettland eine „Geldwäscheaufsicht auf europäischer Ebene“, um damit den Kampf gegen Finanzkriminalität eine EU- statt nationale Angelegenheit zu machen. Dafür wurde die Anti-Money Laundering Authority (AMLA) als neue zentrale europäische Behörde errichtet, welche die jeweiligen nationalen staatlichen Aufsichtsbehörden bei der Umsetzung des sog. Geldwäschepakets, insbesondere der Einhaltung einer Bargeldobergrenze in der EU unterstützen soll.
Am 22. November 2022 erklärte der Europäische Gerichtshof die Leitlinie der EU gegen Geldwäsche in Teilen für ungültig und sieht schwerwiegenden und unverhältnismäßigen Eingriff in die Grundrechtecharta.

## Anti-Geldwäsche-Software
Anti-Geldwäsche-Software (engl. anti-money laundering software, kurz AML) wird von Finanzinstituten verwendet, um Kundendaten zu analysieren und verdächtige Transaktionen zu erkennen. Die Computerprogramme filtern Kundendaten, klassifizieren sie nach Höhe des Misstrauens und untersuchen sie auf Anomalien. Dazu gehören plötzliche und deutliche Erhöhung der Mittel oder große Abhebungen. Sowohl in den USA als auch Kanada müssen alle Transaktionen von 10.000 US-Dollar oder mehr gemeldet werden.
Kleinere Transaktionen, die bestimmte Kriterien erfüllen, können auch als verdächtig markiert werden. Zum Beispiel wird eine Person, die eine Erkennung vermeiden will, manchmal statt einer großen Summe mehrere kleinere Beträge innerhalb eines kurzen Zeitraums einzahlen. Diese Praxis führt auch zur Kennzeichnung von Transaktionen. Zudem filtert die Software Namen, die auf einer schwarzen Liste stehen, und Geschäfte, in die verdächtige Länder involviert sind, und markiert sie.
Sobald die Software genügend Daten gesammelt hat und verdächtige Vorgänge markiert wurden, wird ein Bericht erzeugt.

## Geldwäsche im wörtlichen Sinn
In den 1930er Jahren boten in den USA gehobene Hotels und Restaurants an, die Münzen ihrer Gäste zu waschen. Weil es wegen des hohen Geldwerts nicht üblich war, Trinkgelder, Taxifahrten und kleine Verpflegungen mit Banknoten zu bezahlen, schätzten die Kunden diese Möglichkeit, mit sauberen glänzenden Münzen bezahlen zu können. Das Hotel Westin St. Francis in San Francisco begann damit in dem Jahr 1938 und führte diese Tradition zumindest bis 2010 noch weiter.
Banknoten sind je nach Material (Blütenpapier, Baumwolle, Kunststoff) und Sicherheitsmerkmalen unterschiedlich gut waschbar. Von Euro-Noten wird berichtet, der Aluminiumstreifen löse sich ab und der gesamte Geldschein leuchte unter UV-Strahlen auf (anstelle nur der Europaflagge).